# Officer Downe – Seine Stadt. Sein Gesetz.
Officer Downe – Seine Stadt. Sein Gesetz. ist ein US-amerikanischer Actionfilm aus dem Jahr 2016 des Regisseurs Shawn Crahan.

## Inhalt
Der verstorbene Polizist Downe wird durch ein telepathisches Experiment unbesiegbar. Damit sein Geheimnis nicht gelüftet werden kann, braucht Officer Downe gewöhnliche Polizisten um sich herum. Falls er getötet wird, verstecken die Polizisten ihn vor der Presse und bringen Officer Downe in den Wiederbelebungsraum, damit er wieder aufersteht.

## Produktion
Der Film wurde am 15. Juli 2013 angekündigt. Am 20. Februar 2015 wurde bestätigt, dass Kim Coates in der Hauptrolle spielt. Die restlichen Schauspieler wurden am 1. April 2015 bestätigt.
im März 2015 wurde gefilmt. Joe Casey schrieb das Drehbuch. Die ersten Bilder zum Film wurden am 15. Mai 2015 veröffentlicht.
Im Juni 2016 fand die Premiere auf dem LA Film Festival statt.

## Kritik
„[…] Comic-Verfilmung, die sich schamlos an Sujets von „Robocop“ über „Judge Dredd“ bis „Sin City“ bedient, ohne die dort zelebrierte Coolness mit Hang zur planloser Lynchjustiz zu konterkarieren. Formal wie inhaltlich bleibt der Actionfilm weit hinter der „Popkultur“ seiner Vorbilder zurück.“

Officer Downe bekam eher negative Bewertungen. Rotten Tomatoes gibt für den Film 33 % und eine Bewertung von 4,9 / 10. IGN gibt dem Film 6,8 / 10 Punkten.